# Kittitas (Washington)
Kittitas ist eine Stadt in Kittitas County und liegt im Bundesstaat Washington in den USA.

## Geographie
Die Stadt befindet sich ca. 250 Kilometer südwestlich von Spokane, 150 Kilometer südöstlich von Seattle, 10 Kilometer westlich von Ellensburg sowie direkt am Interstate-90-Highway.

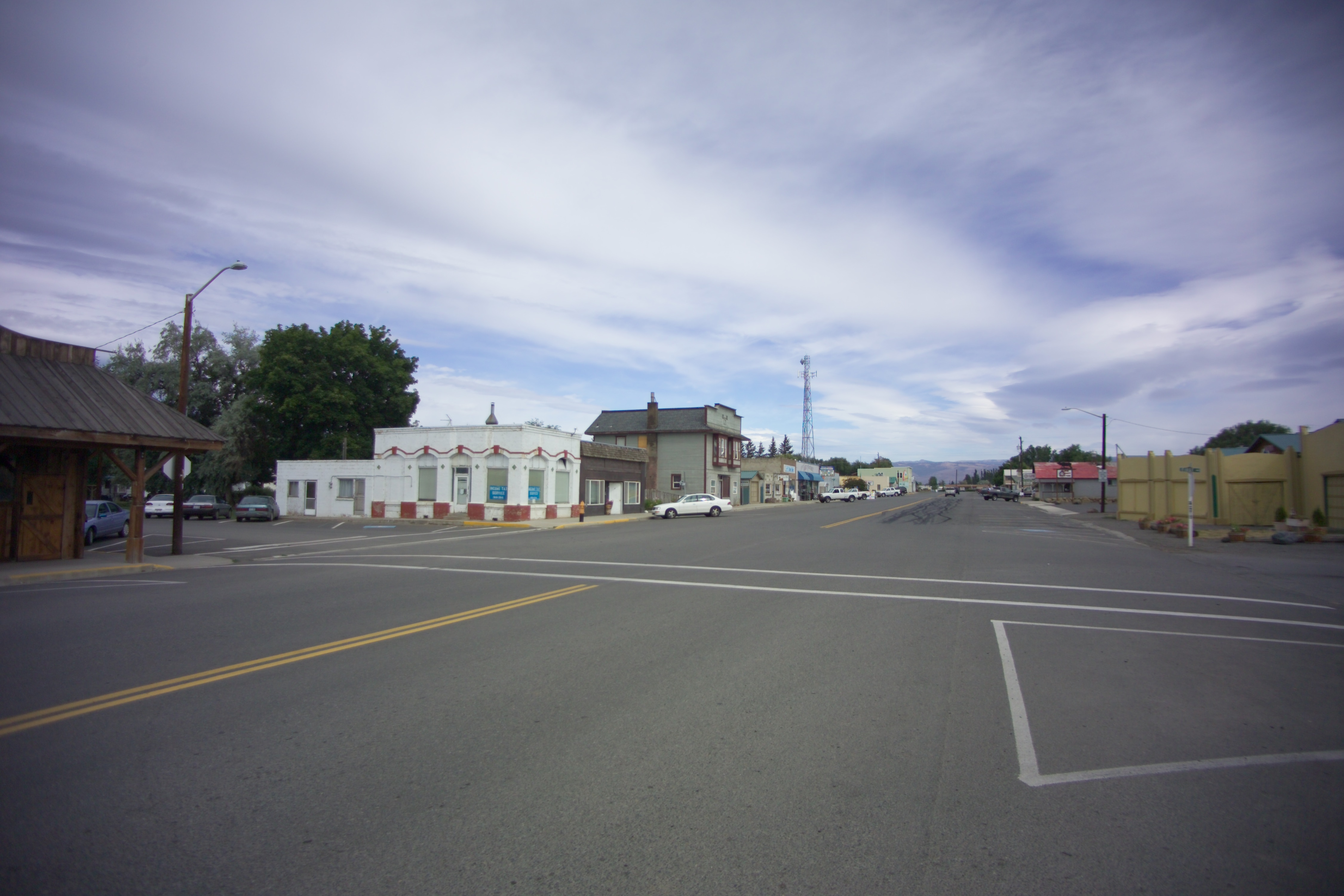
Kittitas

## Geschichte
Der Name der Stadt geht auf die dort lebende zu den Yakama zählende Urbevölkerung der Kittitas-Indianer zurück. Im Jahre 1847 wurde die Pacific Railroad gegründet, die auch durch das Gebiet des heutigen Kittitas führte. Der Ort wurde bald darauf als Versorgungsdepot für die Eisenbahnlinie angelegt. Dadurch wurde die umliegende Region durch den Milwaukee Road mit weiten Teilen des Landes verbunden. Ab 1905 wurde eine Verbindung über die Kaskadenkette zwischen Chicago und Seattle eingerichtet. Seit 1980 wird jedoch nur noch der mittlere Westen bedient.
Die Stadt ist heute Ausgangs- oder Durchgangspunkt von Touren zu Fuß, mit Pferden, mit dem Fahrrad oder mit Mountainbikes vom 50 Kilometer entfernten Cle Elum Lake und entlang des John Wayne Pioneer Trail durch sehr abwechslungsreiches Gelände bis nach Idaho.

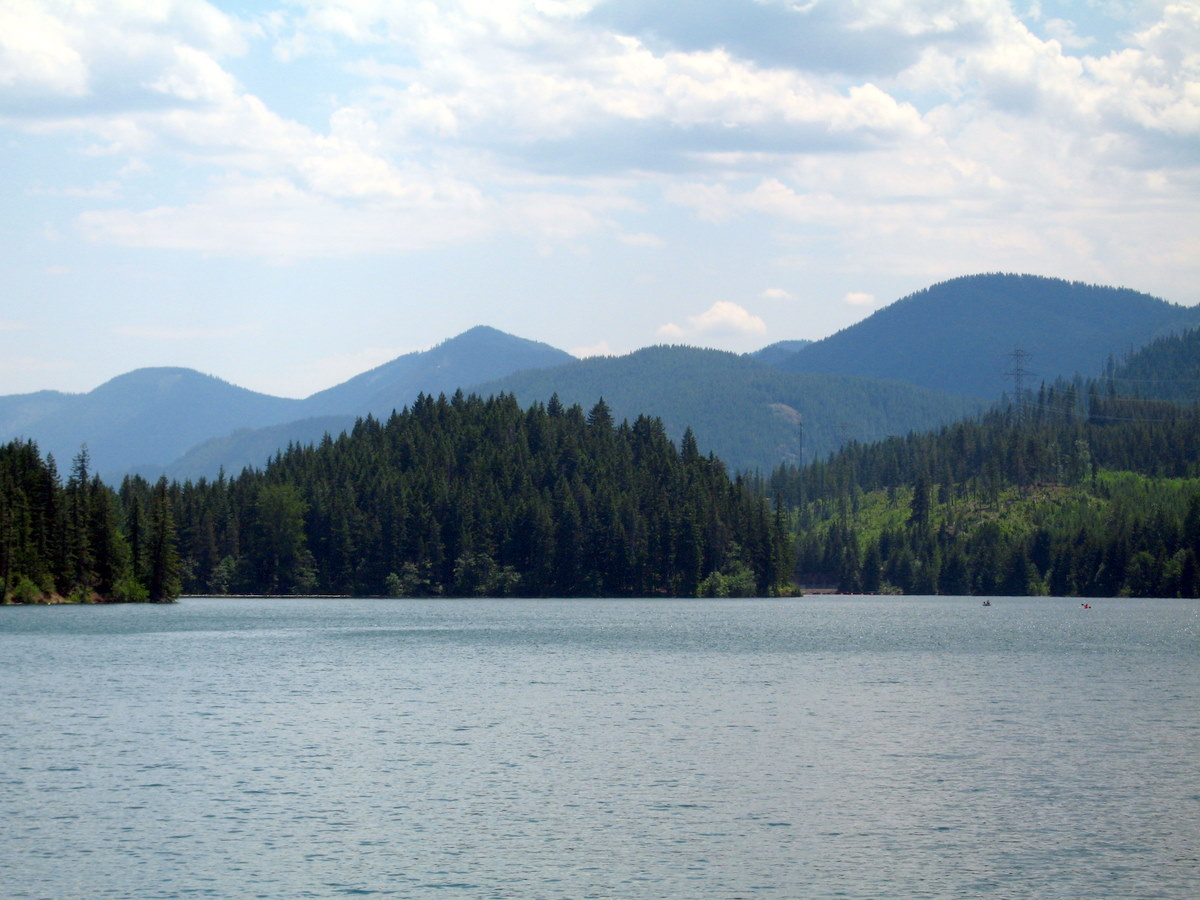
Cle Elum Lake

## Demographie
Im Juli 2009 ergab sich eine Bevölkerungszahl von 1131 Personen, was eine Steigerung gegenüber 2000 von 2,4 % bedeutet. Das Durchschnittsalter betrug bei der 2009-Erfassung 31,8 Jahre.